# Personal Upgrade
Personal Upgrade was een tv-reeks over computers en informatica, die van 1992 tot 1997 te zien was op de toenmalige BRTN.  De eerste drie seizoenen werden gepresenteerd door Gerty Christoffels.  Vanaf seizoen vier was de presentatie in handen van Birgit Van Mol.

## Concept
Het programma was een co-productie tussen het Fonds voor Vorming en Opleiding (FOVOP) en Smash bvba. Initieel mikte de BRTN op een zo breed mogelijk publiek van computergebruikers en enthousiastelingen. In latere seizoenen werd er ook aandacht besteed aan de KMO-wereld en geroutineerde computergebruikers. Ook het opkomende Internet kwam aan bod.  De serie was van bij de start in 1992 een groot succes.
In het eerste seizoen werden de basisbegrippen van computers en de werking van klassieke softwarepakketten behandeld.  Presentatrice Gerty Christoffels werd daarin bijgestaan door een aantal professionele acteurs.  Zo was er bijvoorbeeld een fictieve computerwinkel waar hypothetische klanten geholpen werden door Gerty en Alex Cassiers. Ook waren er regelmatig BV's te gast, zoals Carl Huybrechts, Herman Brusselmans en Walter Grootaers.  Kijkers konden tot twee uur na elke uitzending met problemen terecht op een gratis nummer.
Het tweede seizoen bestond uit twee delen: "Personal Upgrade 2.0" was een eerste blok van zes afleveringen met een algemene introductie en opfrissing. Dat werd gevolgd door "Personal Upgrade 2.1", een blok van negen afleveringen met meer specifieke aandacht voor de behoeften van de KMO's.
Seizoen drie, getiteld "Personal Upgrade 3" volgde hetzelfde stramien, met zes afleveringen voor een algemeen publiek, gevolgd door negen afleveringen die meer gericht waren op de bedrijfswereld. Naast een cd-rom was er voor deze reeks ook een begeleidende internet site voorzien, wat voor die tijd heel geavanceerd was.
Vanaf seizoen 4 werd de presentatie overgenomen door Birgit Van Mol. "Personal Upgrade 4" bestond uit tien afleveringen waarin het Internet en de nieuwe evoluties in de informatica- en telecommunicatiesector aan bod kwamen.
In het laatste seizoen werd vooral de nadruk gelegd op concrete toepassingen voor het bedrijfsleven en de maatschappij.

## Afleveringen

### Seizoen 1
| Nr. | Aflevering                        | Uitzenddatum     |
| --- | --------------------------------- | ---------------- |
| 1   | Weet wat je wil                   | 11 november 1992 |
| 2   | Plaats je PC                      | 25 november 1992 |
| 3   | Kijk, kies, koop soft             | 2 december 1992  |
| 4   | Kijk, kies, koop hard             | 9 december 1992  |
| 5   | Plaats je randapparatuur          | 16 december 1992 |
| 6   | Kijk, kies, koop, plot            | 6 januari 1993   |
| 7   | Werken in een netwerk             | 13 januari 1993  |
| 8   | Alle informatie binnen handbereik | 20 januari 1993  |
| 9   | Weet wat er nog kan               | 27 januari 1993  |
| 10  | Weet wat er komt                  | 3 februari 1993  |

### Seizoen 2
| Nr. | Aflevering                        | Uitzenddatum     |
| --- | --------------------------------- | ---------------- |
| 1   | Hardware en software              | 13 oktober 1993  |
| 2   | Het operating systeem             | 21 oktober 1993  |
| 3   | Toepassingsprogramma's            | 27 oktober 1993  |
| 4   | Tekst verwerken en uitprinten     | 3 november 1993  |
| 5   | Het rekenboek en de gegevensbank  | 10 november 1993 |
| 6   | Randapparatuur                    | 17 november 1993 |
| 7   | Aflevering 7                      | 5 januari 1994   |
| 8   | Aflevering 8                      | 12 januari 1994  |
| 9   | Aflevering 9                      | 19 januari 1994  |
| 10  | Aflevering 10                     | 26 januari 1994  |
| 11  | Aflevering 11                     | 2 februari 1994  |
| 12  | Aflevering 12                     | 9 februari 1994  |
| 13  | Plannen en cijferen: data beheer  | 16 februari 1994 |
| 14  | Aflevering 14                     | 23 februari 1994 |
| 15  | Bedrijfsintegratie in de toekomst | 2 maart 1994     |

### Seizoen 3
| Nr. | Aflevering                        | Uitzenddatum     |
| --- | --------------------------------- | ---------------- |
| 1   | Aflevering 1                      | 19 februari 1995 |
| 2   | Aflevering 2                      | 26 februari 1995 |
| 3   | Tekstverwerking                   | 5 maart 1995     |
| 4   | Aflevering 4                      | 12 maart 1995    |
| 5   | Aflevering 5                      | 19 maart 1995    |
| 6   | Aflevering 6                      | 26 maart 1995    |
| 7   | Architectuur van computersystemen | 2 april 1995     |
| 8   | Groupware                         | 9 april 1995     |
| 9   | Aflevering 9                      | 16 april 1995    |
| 10  | Aflevering 10                     | 23 april 1995    |
| 11  | Aflevering 11                     | 30 april 1995    |
| 12  | Aflevering 12                     | 7 mei 1995       |
| 13  | Aflevering 13                     |                  |
| 14  | Aflevering 14                     | 28 mei 1995      |
| 15  | Aflevering 15                     | 3 juni 1995      |

### Seizoen 4
| Nr. | Aflevering    | Uitzenddatum     |
| --- | ------------- | ---------------- |
| 1   | Aflevering 1  | 31 oktober 1996  |
| 2   | Aflevering 2  | 7 november 1996  |
| 3   | Aflevering 3  | 14 november 1996 |
| 4   | Aflevering 4  | 21 november 1996 |
| 5   | Aflevering 5  | 28 november 1996 |
| 6   | Aflevering 6  | 5 december 1996  |
| 7   | Aflevering 7  | 12 december 1996 |
| 8   | Aflevering 8  | 19 december 1996 |
| 9   | Aflevering 9  | 26 december 1996 |
| 10  | Aflevering 10 | 2 januari 1997   |

### Seizoen 5
| Nr. | Aflevering   | Uitzenddatum  |
| --- | ------------ | ------------- |
| 1   | Aflevering 1 | 30 april 1997 |
| 2   | Aflevering 2 | 7 mei 1997    |
| 3   | Aflevering 3 | 14 mei 1997   |
| 4   | Aflevering 4 | 21 mei 1997   |
| 5   | Aflevering 5 | 28 mei 1997   |
| 6   | Aflevering 6 | 4 juni 1997   |
| 7   | Aflevering 7 | 11 juni 1997  |
| 8   | Aflevering 8 | 18 juni 1997  |
| 9   | Aflevering 9 | 25 juni 1997  |

## Trivia
In het eerste seizoen werd Bill Gates geïnterviewd door Gerty Christoffels.

## Boeken
- Frank VAN OOST, Personal Upgrade, BRTN - Instructieve Omroep, 1994. ISBN 978-90-511-4031-6